# Person of the Year (The Gambia News & Report)
Das wöchentliche (früher zweiwöchentliche) Magazin The Gambia News & Report aus dem westafrikanischen Staat Gambia stellt jährlich die Person of the Year (alternativ: Man of the Year oder Gambian of the Year; deutsch: ‚Person des Jahres‘) vor. Die Auszeichnung wurde erstmals 1992 vergeben.

## Wahrnehmung
Die Auszeichnung zur Personen des Jahres wird nicht alleine vom Magazin veröffentlicht, sondern wird auch durch andere führende Nachrichtenorgane wie den Zeitungen weiter verbreitet.

## Von Gambia News & Report ausgewählte „Personen des Jahres“
- 1992 – Amadou Samba (* 1951), Geschäftsmann bei der Gacem[3]
- 1993 – Pa Sallah Jagne, Generalinspekteur der Polizei[3]
- 1994 – Ebrima Samba (1932–2016), Mediziner, Leiter der WHO Afrika[3]
- 1995 – Lenrie Peters (1932–2009), Chirurg und Schriftsteller[3]
- 1996 – Lamin Waa Juwara (* 1943), Politiker[3]
- 1997 – Isatou Njie Saidy (* 1952)[3]
- 1998 – Bai Lamin Jobe, Leiter der Agentur Gamworks[3]
- 1999 – Harriet Ndow (1926–2019), Pädagogin[3]
- 2000 – Karamo Touray († 2010), Imam von Brikama[4]
- 2001 – Ousman B. Conateh (1937–2020), Präsident der Gambia Football Association[5]
- 2002 – Hassan Jallow (* 1951), Richter am Obersten Gerichtshof[6]
- 2003 – Muhammed Jah, Geschäftsmann bei QuantumNet[7]
- 2004 – Deyda Hydara (1946–2004) posthum, Journalist[8]
- 2005 – Pa Sallah Jeng, Mayor of Banjul[9]
- 2006 – Bolong Sonko und Mustapha Njie, alias Taf, (gemeinsame Gewinner)[10]
- 2007 – Yahya Jammeh (* 1965), Staatspräsident[11]
- 2008 – Isatou Touray (* 1955), Frauenaktivistin[12]
- 2009 – Jaliba Kuyateh (* 1957), Musiker[13]
- 2010 – Dawda Jawara (1924–2019), ehemaliger Staatspräsident[14]
- 2011 – Fatou Bensouda (* 1961), Staatsanwältin am ICC[15]
- 2012 – Solomon Tilewa Johnson (1954–2014), anglikanischer Erzbischof[16]
- 2013 – Ibrahim Ceesay, Filmregisseur und, Menschenrechtsaktivist[17]
- 2014 – Momodou Turo Darboe, Geschäftsmann und Philanthrop[18]
- 2015 – Bakary Gassama (* 1979), Fußballschiedsrichter[19]
- 2016 – Alieu Momar Njai (Alieu Momar Njie), Vorsitzender der Independent Electoral Commission[20]
- 2017 – Nicht verliehen
- 2018 – Swaebou Conateh (1944–2018), Herausgeber des The Gambia News & Report (posthumous)[21]
- 2019 – Nicht verliehen
- 2010 – Momodou Turo Darboe, Geschäftsmann und Philanthrop[22]
- 2021 – Adama Barrow (* 1965), Staatspräsident[23]
- 2022 – Karamba Touray (* 1961), ehemaliger Rechnungsprüfer[24]
- 2023 – Yankuba Darboe (* 1948), Generalkommissar der Gambia Revenue Authority[25]